# Sanderson (Teksas)
Sanderson je naseljeno mjesto za statističke potrebe u američkoj saveznoj državi Teksas. Prema popisu stanovništva iz 2010. u njemu je živjelo 837 stanovnika.